# Račić
Račić je naseljeno mjesto u gradu Bihaću, Federacija Bosne i Hercegovine, BiH.
Nalazi se na Uni, desetak kilometara uzvodno od Bihaća.

## Stanovništvo

### 1991.
Nacionalni sastav stanovništva 1991. godine, bio je sljedeći:
ukupno: 286
- Srbi - 274
- Hrvati - 4
- Jugoslaveni - 8

### 2013.
Prema popisu iz 2013. godine bilo je bez stanovnika.

## Vanjske poveznice
- Satelitska snimka  Arhivirana inačica izvorne stranice od 7. listopada 2009. (Wayback Machine)